# Калиниченко Ігор Олександрович
Ігор Олександрович Калиниченко (народився 1 січня 1983 у місті Запоріжжі) — український колекціонер і популяризатор ретро-музики, керівник проекту «Золотий фонд української естради», поет.

## Життєпис
Народився у сім'ї робітників заводу «Мотор Січ». До 19-ти років кожне літо жив у Лідії Горпинич, бабусі по матері, у селі Любицьке Новомиколаївського району Запорізької області, що мало вплив на його творчість та розвиток особистості.
З 1990 по 2000 навчався у загальноосвітній школі № 60 м. Запоріжжя.
У 2000 вступив на історичний факультет Запорізького національного університету, який закінчив 2005 з освітньо-кваліфікаційним рівнем «спеціаліст» і спеціалізацією «Новітня історія України».
Протягом 10 років змінив кілька професій, зокрема працював страховиком, продавцем, комірником, охоронцем, експедитором і навіть робив надгробні пам'ятники.
У 2014 році за сімейними обставинами переїхав до Івано-Франківська.

## Золотий фонд української естради
У 2011 Ігор Калиниченко заснував проект «Золотий фонд української естради», в рамках якого проводяться:
- збір, систематизація і реставрація записів, а також фото-відео матеріалу;
- збір інформації про співаків, композиторів, поетів-піснярів, музикантів і про музичні гурти XX століття;
- наукові дослідження з історії української естради 1930-1990-х;
- популяризація української пісенної спадщини.

Інтернет-частина проекту включає:
- сайт «Золотий Фонд української естради» [Архівовано 23 серпня 2015 у Wayback Machine.], присвячений найкращим українським співакам, композиторам, поетам-піснярам та колективам (ансамблям, гуртам, хорам, дуетам, тріо) 1950-1990-х років;
- сайти пам'яті Назарія Яремчука [Архівовано 31 липня 2010 у Wayback Machine.] та Раїси Кириченко [Архівовано 19 квітня 2021 у Wayback Machine.];
- інтернет-радіо [Архівовано 23 серпня 2015 у Wayback Machine.];
- відеоканал на Youtube;
- клуби любителів ретро-естради в соціальних мережах «Фейсбук» і «Вконтакте».

У 2014 році Ігор Калиниченко заснував сайт «Music Ocean» [Архівовано 25 вересня 2015 у Wayback Machine.], на якому періодично розміщує інформацію про платівки естрадних ансамблів СРСР і гуртів української діаспори.

## Поет
Пише вірші з 1996 року. Є чи не єдиним молодим поетом Запорізького краю, у творчості якого переважає сільська тематика. Головний ліричний герой його віршів — людина, яка приїхала з великого індустріального міста до глухого села і насолоджується красою і величчю природи, відпочиває від міської суєти, але водночас бачить всю трагедію незворотнього процесу вимирання південноукраїнських сіл. У творчості Ігоря Калиниченка також присутні патріотичні мотиви і любовна лірика.
У 2008 році у видавництві запорізької «Просвіти» вийшла його перша збірка «Зоряна дорога», до якої увійшли поезії періоду 1998–2008 рр.
У 2015 році розпочав підготовку другої збірки «Вино з диких яблук», яка поки що буде доступною лише в електронному варіанті.
Друкувався у запорізьких та київських виданнях, зокрема в альманахах «Вілаг почуттів», «Яблуко спокуси», «Слава нації! Смерть ворогам!», «Зачаруй мене тремом кохання», «Махаон», у газеті «Верже» та в журналі «Хортиця», в Інтернеті: сайти «Поетичні майстерні» [Архівовано 25 вересня 2015 у Wayback Machine.], «Севама», «Гоголівська академія», «Хата-читальня» та інші.
Був членом Запорізького обласного літературного об'єднання, тривалий час відвідував літературний клуб «99» при Запорізькому національному університеті.
Частина віршів покладена на музику. На слова Ігоря Калиниченка писали пісні запорізький композитор Валерій Томченко, співачка з Сімферополя Яна Моісеєва (пісня «Моя Україна»), дніпропетровський композитор Володимир Ярцев («Квітка-Євгенія»), американський композитор українського походження Гамма Скупинський («Чарівні мальви»), канадська композиторка Наталія Колач-Кулинич («Згадай мене»).
Ігор веде персональну поетичну сторінку Ігор Калиниченко [Архівовано 18 травня 2015 у Wayback Machine.]

## Відзнаки
- Лауреат премії Запорізької облдержадміністрації для обдарованої молоді у галузі літератури (2012)
- Почесна грамота Івано-Франківської ОДА «За вагомий особистий внесок у розвиток культури Прикарпаття» (2013)